# Ludia pinnatinervia
Ludia pinnatinervia là một loài thực vật có hoa trong họ Liễu. Loài này được (H. Perrier) Capuron & Sleumer mô tả khoa học đầu tiên năm 1972.